# ВІТА ТБ
ВІТА ТБ (Вінницьке Інформаційне Телевізійне Агентство) — український регіональний (обласний) муніципальний телевізійний канал.
Згідно з ліцензіями, виданими Національною радою з питань телебачення та радіомовлення, МКП ІТА «ВІТА» має право трансляції на 23-му дециметровому каналі — 24 години на добу (з них 2,5 години власних програм).
Інформаційно-телевізійне агентство «ВІТА». Єдиний канал, який систематично інформує мешканців міста Вінниці та області про діяльність органів місцевого самоврядування.
Інформаційно-телевізійним агентством «ВІТА» систематично проводяться виїзні зйомки та трансляція сесій міської ради, міських творчих концертів та різноманітних конкурсів, створюються тематичні фільми та кліпи до загальноміських свят, а також соціальна реклама.
В 2019-му році частково об'єднало своє мовлення з муніципальним радіо "Місто над Бугом". Створивши перший мульти-медійний проєкт регіону "Час змін". Трансляція по буднях о 13:15.
Телеканал висвітлює діяльність міського голови, виконавчого комітету, депутатського корпусу, соціально-політичних, культурних та спортивних подій у житті міста.
В серпні 2020-ого року оновлено сайт телеканалу.
27 липня 2022 — припинив супутникове мовлення.

## Програми

### Новини
Новини міста та області виходять у будні о 13:00, 16:00, 19:00 та 22:00.

### Зворотній зв'язок
Програма журналістських розслідувань про всі таємні схеми Вінниччини та Вінниці, скандали та інтриги міста та області.

### Постфактум
Йде щонеділі,як підсумкова програма про життя Вінниці та області.

### Особливий випадок
Єдина програма у Вінниці та області, в якій розповідають про всі вбивства, ґвалтування та  аварії, що сталися за тиждень.

### Перше інформаційне шоу Вінниччини "Світанок"
Троє ведучих з сьомої до дев'ятої розповідають про події Вінниці та області, які сколихнули Вінницю та область. Окрім цього, зокрема, дають дієві поради від юристів, медиків.

### Мобільний репортер
Перша у Вінниці програма, яка об'єднує глядачів. Кожен, хто живе у Вінниці,може стати мобільним репортером телеканалу. Глядачі надсилають відео курйозних ситуацій, які сталися у Вінниці, а ведучі в розважальній формі розповідають про ці відео.

### На часі
Це дискусійний проєкт. Його формат дозволяє учасникам наживо висловити свою громадянську позицію і погляд на майбутнє. В ході дискусії обговорити зі своїми опонентами ключові проблемні питання.
Напередодні та в період виборчої кампанії програма «На часі» перетворюється на майданчик, відкритий для різних думок та підходів до вирішення найактуальніших для вінницької громади питань.

### Рецепт здоров'я
В студії ведуча разом з медиками обговорює проблеми, які можуть найчастіше турбувати вінниччан. Йде щотижня.

### Афіша
Щотижня ведуча готує підбір подій, які варто відвідати у Вінниці та області.

### Ульотне відео
Програма курйозних відео з усього світу

## Адреса
21050 Вінниця, вул. Соборна, 59